# Fairytale (chanson de Kalafina)
Pour les articles homonymes, voir Fairytale.
 (mai 2024).
Si vous disposez d'ouvrages ou d'articles de référence ou si vous connaissez des sites web de qualité traitant du thème abordé ici, merci de compléter l'article en donnant les références utiles à sa vérifiabilité et en les liant à la section « Notes et références ».
Singles de Kalafina
Sprinter/Aria
(2008) Lacrimosa
(2009)
Fairytale est le 3e single de Kalafina sorti sous le label Sony Music Entertainment Japan le 24 décembre 2008 au Japon. Il atteint la 9e place du classement de l'Oricon. Il se vend à 15 984 exemplaires la première semaine, et reste classé 6 semaines pour un total de 20 252 exemplaires vendus. Single avec les 3 chanteuses, Keiko Kubota, Wakana Ōtaki et Hikaru Masai. Il sort en format CD et CD+DVD.
Fairytale a été utilisé comme 6e générique de fin de l'anime Kara no Kyōkai. Les 2 chansons se trouvent sur l'album Seventh Heaven. Yuki Kajiura a produit, créé les paroles et la musique de ce single. Kinoko Nasu, auteur du light novel Kara no Kyōkai original, est également crédité pour les paroles de la chanson titre.

## Liste des titres
| 1. | Fairytale               | 5:14 |
| 2. | Serenato                | 4:55 |
| 3. | Sprinter ~Instrumental~ | 5:01 |

| 1. | Fairytale                |  |
| 2. | Sprinter -ufotable EDIT- |  |